# 德里斯科爾鎮區 (北達科他州伯利縣)
德里斯科爾鎮區（英語：Driscoll Township）是位於美國北達科他州伯利縣的一個鎮區。

## 地方資料
德里斯科爾鎮區的面積為93.37平方千米，當中陸地面積為93.04平方千米，而水域面積為0.32平方千米。根據2010年美國人口普查的數據，當地共有人口166人，而人口密度為每平方千米1.78人。